# Univerzita Johanna Wolfganga Goetheho Frankfurt
 Univerzita Johanna Wolfganga Goetheho ve Frankfurtu (německy Johann Wolfgang Goethe-Universität Frankfurt) je veřejná vysoká škola, která se nachází ve Frankfurtu nad Mohanem.

## Historie
Univerzita, známá též jako Frankfurtská univerzita, byla založena roku 1912 a otevřena v roce 1914 jako občanská univerzita, což znamenalo, že, zatímco šlo o pruskou státní univerzitu, založili a financovali ji bohatí a liberální občané Frankfurtu nad Mohanem. To je v historii německých univerzit ojedinělý zjev.
Roku 1923 zde byl založen Institut pro sociální bádání, jehož ředitelem se později stal Max Horkheimer, jenž byl spolu s Th. W. Adornem vůdčí postavou tzv. Frankfurtské školy. Přednášeli tu také Franz Rosenzweig, Martin Buber nebo Paul Tillich. V roce 1932 byla škola pojmenována po nejslavnějším frankfurtském rodákovi, básníku a dramatikovi Johannu Wolfgangovi von Goethovi. Po nástupu nacismu byli profesoři s židovským původem přinuceni k emigraci, nejčastěji do USA.

## Současnost
Univerzita má v současné době (2015) celkem 16 fakult, kde studuje přibližně 46 000 studentů. Takové množství studentů vyžaduje odpovídající prostory. Univerzitu dnes tvoří čtyři hlavní areály. Jsou to:
- Campus Frankfurt-Bockenheim – v tomto areálu jsou fakulty sociálních věd, pedagogická, psychologická, matematická, informatiky a antropogeografie.
- Campus Frankfurt-Riedberg – v tomto areálu sídlí fakulty farmaceutická, fyzikální, chemická, přírodovědecká a geografická.
- Campus I.G.-Farben-Haus – v tomto areálu v bývalé budově koncernu IG Farben ve čtvrti Westend se nachází fakulty teologická, filozofická, historie, filologická, archeologická, právnická a ekonomická.
- Campus Frankfurt-Niederrad – v tomto areálu má své místo lékařská fakulta, a Frankfurtská univerzitní klinika.